# Thomas Cornish
Thomas Cornish (* 2000 in Sydney) ist ein australischer Bahnradsportler, der auf die Kurzzeitdisziplinen spezialisiert ist.

## Sportliche Laufbahn
2016 wurde Thomas Cornish australischer Jugend-Meister im Straßenrennen. Anschließend konzentrierte er sich auf den Bahnradsport. 2017 errang er bei den ozeanischen Bahnmeisterschaften der Junioren zwei Medaillen, Gold im Keirin und Silber im Sprint, im Jahr darauf gewann er bei den kontinentalen Meisterschaften zwei Mal Gold, im 1000-Meter-Zeitfahren und im Teamsprint. Im selben Jahr wurde er mit einer neuen Weltrekordzeit von 1:00,489 Minuten Junioren-Weltmeister über 1000 Meter.
2019 wurde Cornish australischer Meister der Elite über 1000. Im Frühjahr 2020 nahm er an den Bahnweltmeisterschaften in Berlin anstelle von Matthew Glaetzer teil, der wegen einer Verletzung nicht starten konnte. Gemeinsam mit Nathan Hart und Matthew Richardson belegte er im Teamsprint Platz drei. Nachdem er 2021 zweifacher australischer Meister geworden war, gelangen ihm 2022 weitere internationale Erfolge: Beim Nations’ Cup in Glasgow gewann er mit Leigh Hoffman und Matthew Richardson den Teamsprint und bei den Ozeanienmeisterschaften das 1000-Meter-Zeitfahren. Bei den Commonwealth Games entschied er das Zeitfahren für sich. Bei den Bahnradsport-Weltmeisterschaften 2022 wurde er mit Hoffman, Richardson und Glaetzer Weltmeister im Teamsprint.

## Erfolge

### Bahn
2017
- Ozeanischer Junioren-Meister – Keirin
- Ozeanische Junioren-Meisterschaft – Sprint

2018
- Ozeanischer Junioren-Meister – 1000-Meter-Zeitfahren, Teamsprint (mit Brodie Aamodt und Leigh Hoffman)
- Junioren-Weltmeister – 1000-Meter-Zeitfahren (Weltrekord: 1:00,489 min)
- Junioren-Weltmeisterschaft – Sprint

2019
- Australischer Meister – 1000-Meter-Zeitfahren

2020
- Weltmeisterschaft – Teamsprint (mit Nathan Hart und Matthew Richardson)

2021
- Australischer Meister – 1000-Meter-Zeitfahren, Teamsprint (mit Charles Homan und John Trovas)

2022
- Nations’ Cup in Glasgow – Teamsprint (mit Leigh Hoffman und Matthew Richardson)
- Ozeanienmeister – 1000-Meter-Zeitfahren, Teamsprint (mit Matthew Richardson und Matthew Glaetzer)
- Ozeanienmeisterschaften – Sprint
- Commonwealth Games − 1000-Meter-Zeitfahren
- Weltmeister – Teamsprint (mit Leigh Hoffman, Matthew Richardson und Matthew Glaetzer)

2023
- Nations’ Cup in Jakarta – Teamsprint (mit Leigh Hoffman und Matthew Richardson)
- Ozeanienmeisterschaften – Zeitfahren
- Ozeanienmeisterschaften – Teamsprint (mit Ryan Elliot und James Brister)
- Weltmeisterschaft –  Teamsprint (mit Leigh Hoffman, Matthew Glaetzer und Matthew Richardson)
- Weltmeisterschaft – − 1000-Meter-Zeitfahren

2024
- Ozeanienmeister – Zeitfahren
- Ozeanienmeisterschaften – Keirin
- Weltmeisterschaft – Teamsprint (mit Leigh Hoffman und Ryan Elliott)
- Nations’ Cup in Adelaide – Teamsprint (mit Matthew Glaetzer, Leigh Hoffman und Matthew Richardson)
- Nations’ Cup in Hongkong – Teamsprint (mit Matthew Glaetzer, Leigh Hoffman und Matthew Richardson)

2025
- Ozeanienmeister – Zeitfahren, Teamsprint (mit Leigh Hoffmann, Ryan Elliot und Daniel Barber)
- Ozeanienmeister – Sprint

### Straße
2016
- Australischer Jugend-Meister – Straßenrennen